# George Hogg
George Aylwin Hogg, in der Öffentlichkeit als George Hogg bekannt, (* 1915 in Harpenden, St Albans in der Grafschaft Hertfordshire, East of England; † 22. Juli 1945 in Shandan, Provinz Gansu, China) war ein britischer Journalist, Autor, Abenteurer und Schulleiter in China.

## Leben
George Aylwin Hogg wurde 1915 in Harpenden, einer kleinen Ortschaft in der Grafschaft Hertfordshire im Osten von England, als jüngstes Kind in eine Quäker-Familie geboren. Er besuchte in seinem Heimatort die St. George School. Nach dem Abschluss an der Mittelschule studierte er am Wadham College in Oxford und schloss dort mit einem Bachelor of Arts ab.

## Reise nach China
1937 reiste er zusammen mit seiner Tante Muriel Lester zunächst in die Vereinigten Staaten und anschließend nach Japan, das in dem Jahr seinen Angriffskrieg gegen China begann. Eigentlich wollte er zusammen mit seiner Tante, einer bekannten Pazifistin, nach Indien reisen, um dort Gandhi treffen zu können. Auf dem Weg dorthin kam er 1938 nach China, wo er zunächst in dem von Japan bereits besetzten Shanghai landete. Er sah vor Ort die Zerstörung, die der japanische Angriffskrieg verursacht hatte, und das Leiden der chinesischen Bevölkerung. Dort entwickelte sich sein Bedürfnis, etwas für die Menschen zu tun.
In Wuhan, wohin seine Weiterreise ihn führte, lernte er die US-amerikanische Journalistin und Autorin Agnes Smedley und den neuseeländischen Schriftsteller und politischen Aktivisten Rewi Alley kennen. Durch ihre Vermittlung kam er nach Yan’an, das als die politische und militärische Basis der damaligen Kommunistischen Partei Chinas galt. Seine Fronterfahrung, wo er Zeuge der Kämpfe zwischen der chinesischen Armee der Achten Route und den japanischen Aggressoren wurde, verarbeitete er später in seinem Buch I See a New China.
Hogg verdiente sich seinen Lebensunterhalt zunächst als Journalist, arbeitete aber später für die Bewegung der Chinese Industrial Cooperatives (CIC), die Flüchtlinge und Kriegswaisen beschäftigte, welche gegen die japanischen Aggressoren kämpfenden Nationalisten und Kommunisten zuarbeiteten. Zunächst war er Direktor für Öffentlichkeitsarbeit, wurde dann aber 1942 Direktor einer CIC-Schule in der abgelegenen Bergstadt Shuang-shipu der Provinz Shanxi. Hier fand Hogg seine Bestimmung. Er kümmerte sich um die unterernährten, von Krätze und Läusen befallenen Kinder, sorgte für ausreichend Essen, für Schlafstätten, für einen Gemüsegarten, für einen Basketballplatz und unterrichtete die Kinder als Lehrer.
Als das kommunistische Militär Kinder für den Militärdienst rekrutieren wollte, machte sich Hogg am 20. Januar 1945 mit 30 Kindern der Schule in einer Nacht-und-Nebel-Aktion auf den Weg nach Shandan (33 waren schon zuvor aufgebrochen), zu einer rund 700 Meilen entfernten Stadt am Rande der Wüste Gobi, einem vermuteten sicheren Ort. Drei Angestellte der Schule begleiteten den Treck und fünf von Pferden und Maultieren gezogene Karren sowie ein alter Lastwagen dienten zum Transport ihres Hab und Guts. In Lanzhou konnte Hogg sechs alte Mercedes-Diesel-Lkw mieten und mit ihnen die restlichen 250 km des Weges bewältigen.
An ihrem Zielort angekommen, richtete sich Hogg mit seinen Kindern ein. In der zweiten Woche nach ihrer Ankunft spielte Hogg mit den Kindern Basketball und verletzte sich dabei am Fuß. Die Wunde entzündete sich und Hogg erkrankte an Tetanus. Zwei der ältesten seiner Kinder fuhren mit einem Motorrad in das 250 km entfernte Lanzhou, um ein Gegenmittel für ihn zu besorgen. Doch Hogg verstarb zuvor am 22. Juli 1945 infolge der Infektion.

## Werke
- George Hogg: I See a New China. Little, Brown, Boston 1944 (englisch).

## Film
Der 2008 gedrehte Film Die Kinder der Seidenstraße beruht, mit einigen erzählerischen Freiheiten, auf den Erlebnissen Hoggs.